# Lawrence M. Judd
Lawrence McCully Judd (Honolulu, 20 marzo 1887 – Honolulu, 4 ottobre 1968) è stato un politico statunitense, governatore territoriale delle Hawaii.

## Biografia
Era l'ultimo dei nove figli del giudice Albert F. Judd, stabilitosi con la famiglia nell'allora regno delle Hawaii assieme al nonno Gerrit Judd, missionario cristiano che assistette i re delle Hawaii nell'occidentalizzazione del Paese. Studiò prima nelle scuole pubbliche hawaiane e poi all'Università della Pennsylvania.
Entrò in politica e divenne membro dell'amministrazione statunitense delle Hawaii, venendone nominato nel 1929 governatore territoriale dal presidente americano Herbert Hoover. Durante i suoi anni a capo del governo delle isole, si ritrovò ad affrontare varie situazioni di crisi, dal crollo delle borse nel 1929 al caso Massie, che sconvolse grandemente la società hawaiana. In relazione a esso, per accontentare l'opinione pubblica Judd concesse l'amnistia ai responsabili dell'omicidio loro imputato.
Durante il suo mandato inoltre gli hawaiani cominciarono a premere perché le isole fossero ammesse come Stato all'interno dell'Unione, causa che Judd perorò con Washington e che avrebbe infine avuto successo nel 1959. Nel 1934 ebbe termine il suo mandato come governatore territoriale. Nel 1947 fu nominato sovrintendente residente del lebbrosario di Kalaupapa, che già aveva aiutato tramite finanziamenti durante il suo mandato da governatore. Judd e la moglie Eva ebbero molto a cuore la sorte dei pazienti: riformarono la gestione del sanatorio per garantire un miglior tenore di vita agli ospiti e soprattutto introdussero nuove terapie contro la lebbra a base di solfoni, che si rivelarono estremamente efficaci e che portarono alcuni anni più tardi alla chiusura del lebbrosario.
Abbandonò Kalaupapa nel marzo 1953, quando Dwight D. Eisenhower lo nominò governatore delle Samoa Americane, carica che mantenne fino all'agosto successivo. Ritiratosi poi dalla politica, morì nel 1968.